# Hamburger SV
De Hamburger Sport-Verein e. V., kortweg Hamburger SV (HSV) is een Duitse omnisportclub uit Hamburg. HSV werd al in 1887 opgericht en was tot 2018 de enige club die sinds de oprichting in 1963 onafgebroken in de Bundesliga speelde. Sterker nog, de club was nog niet eerder gedegradeerd sinds de fusie in 1919 die tot HSV leidde en speelde 99 jaar op rij op het hoogste nationale niveau. HSV is de enige club die een of meerdere keren de Europacup I won en in seizoen 2022/23 niet meer op het hoogste nationale niveau uitkwam. In seizoen 2024/25 wist HSV na een afwezigheid van zeven jaar weer te promoveren naar de Bundesliga.

## Ontstaansgeschiedenis
Hamburger SV noemt altijd 29 september 1887 als officiële oprichtingsdatum, maar feitelijk werd de huidige club pas opgericht op 2 juni 1919. Op deze dag fuseerde SC Germania von 1887 met Hamburger FC 1888 en FC Falke 06 uit het stadsdeel Eppendorf.
SC Germania von 1887 was een van de oudste voetbalclubs van het land. De club werd vijf keer kampioen in de begindagen van de stadscompetitie en nam één keer deel aan de eindronde om de Duitse landstitel.
De tweede voorganger was Hamburger FC 1888 dat op 1 juni 1888 werd opgericht. De club speelde de meeste seizoenen in de hoogste klasse en werd in 1919 samen met Victoria Hamburg Noord-Duits kampioen.
De derde voorganger was Falke 06, dat op 5 maart door studenten van de Oberrealschule opgericht werd in het stadsdeel Eppendorf. Falke speelde meestal in de lagere klassen en behaalde geen successen.
Op 2 juni 1919 fuseerden de drie clubs dan om zo het huidige Hamburger Sport-Verein e.V. te vormen. De clubkleuren rood-wit werden gekozen omdat het de kleuren waren van de Hanzestad Hamburg. In het wapen van de club werden blauw en zwart gekozen, de kleuren van SC Germania.

## Geschiedenis

### Beginjaren
HSV begon zijn eerste seizoen in de Hamburger Liga met een 8-0-overwinning op SC Concordia. HSV werd herfstkampioen, maar moest de uiteindelijke titel met één punt achterstand aan Victoria laten. Het volgende seizoen werd de club kampioen van Noord-Duitsland na twee duidelijk zeges tegen Hannover 96. Hierdoor plaatste de club zich voor het eerst voor de eindronde om de Duitse landstitel, waarin de club door Duisburger SpV werd uitgeschakeld.
De Noorse sterspeler Asbjørn Halvorsen versterkte het team, maar toch werd de club slechts derde in de Alsterkreis. Omdat ze in het voorgaande seizoen kampioen waren geworden mochten ze wel deelnemen aan de Noord-Duitse eindronde, die gewonnen werd. In de eindronde won de club in de kwartfinale met 5-0 van Stettiner FC Titania en in de halve finale met 4-0 van Wacker München. De finale was tegen titelverdediger Nürnberg in het Berlijnse Grunewaldstadion. Na drie uur en negen minuten werd de wedstrijd gestaakt bij 2-2 stand vanwege de invallende duisternis. Strafschoppen om een belangrijke wedstrijd te beslissen bestonden in die tijd nog niet. In de replay in Leipzig, zeven weken later, stond het na de reguliere speeltijd 1-1 gelijk. Nürnberg speelde nog maar met acht man (één rode kaart en twee blessures). Toen in de eerste verlenging een tweede speler van het veld gestuurd werd en Nürnberg nog maar met zeven was floot scheidsrechter Peco Bauwens de wedstrijd na de eerste verlenging af. Volgens de regels mocht er geen tweede verlenging meer komen als één partij nog maar zeven spelers telde. De voetbalbond kende de titel aan HSV toe wegens het onsportieve spel van Nürnberg. De verliezende ploeg protesteerde, maar in november 1922 kende de DFB de titel toch toe aan HSV. Voorzitter Henry Barrelet verklaarde enkele minuten later dat HSV geen aanspraak maakte op de landstitel van 1922.
Het volgende seizoen werd de club wel kampioen via de sportieve weg. Na Guts Muts Dresden en Königsberg werd in de finale Union 06 Oberschöneweide met 0-3 verslagen voor 64.000 toeschouwers. In 1923/24 doorliep de club hetzelfde scenario in de regionale competitie en in de eindronde werden Vereinigte Breslauer Sportfreunde en SpVgg 1899 Leipzig verslagen alvorens de finale te bereiken tegen Nürnberg. Deze keer trok Nürnberg aan het langste eind en won met 2-0. De volgende drie seizoenen plaatste de club zich telkens voor de eindronde, maar kon niet meer doorstoten naar de finale.
In 1927/28 bereikte de club wel weer de finale. In de eerste rondes werden Schalke 04 (4-2), VfB Königsberg (4-0) en Bayern München (8-2) met duidelijke cijfers verslagen. In die finale trof de club Hertha BSC en stond na twintig minuten al 3-0 voor, het werd uiteindelijk 5-2.
Het volgende seizoen brak er revolutie uit in Noord-Duitsland, negen Hamburgse clubs en Holstein Kiel splitsten zich van de bond af en begonnen hun eigen kampioenschap. HSV werd ongeslagen kampioen. Na zware onderhandelingen werden de elf reeksen van eerste klassen in Noord-Duitsland teruggebracht naar zes. HSV mocht de Noord-Duitse titel verdedigen en verlengde deze. In de Duitse eindronde werd de club echter in de kwartfinale uitgeschakeld door Fürth. In 1930 plaatste de club zich voor het eerst sinds 1921 niet voor de eindronde. HSV bereikte wel de groepsfase van de Noord-Duitse eindronde, maar werd laatste in een groep met Holstein Kiel, Arminia Hannover en Hannover 96.
HSV kreeg een jaar later eerherstel en werd weer Noord-Duits kampioen. In de eindronde versloeg de club Beuthen en Eintracht Frankfurt alvorens door de latere kampioen Hertha BSC uitgeschakeld te worden. De volgende twee jaar werd de club in de eindronde telkens vroegtijdig uitgeschakeld. In 1932 verloor de club in de competitie geen enkele wedstrijd en sterspeler Rudolf Noack scoorde dat seizoen 48 doelpunten.

### Gauliga
Nadat de NSDAP aan de macht kwam in 1933 werd de Duitse competitie hervormd. De Gauliga werd nu de hoogste klasse en telde 16 regionale reeksen. Alle kampioenen plaatsten zich voor de eindronde, er moest dus geen Noord-Duitse eindronde meer gespeeld worden. HSV ging in de Gauliga Nordmark spelen. In deze competitie speelden clubs uit Hamburg, Sleeswijk-Holstein en Mecklenburg. Stadsrivaal Eimsbütteler werd drie jaar op rij kampioen en weerde HSV zo telkens uit de eindronde. In 1936/37 slaagde HSV erin om kampioen te worden. De eindronde werd nu in groepsfasen gespeeld en HSV werd groepswinnaar zonder punten te verliezen in een groep met Hartha, Hindenburg Allenstein en Beuthen. De club plaatste zich voor de halve finale waarin het verloor van Nürnberg met 3-2. Er werd een wedstrijd gespeeld voor de derde plaats, die ze van Stuttgart verloren.
Het volgende seizoen eindigde HSV samen met Eimsbütteler op de eerste plaats, beide clubs waren ongeslagen, maar door een beter doelsaldo plaatste HSV zich voor de eindronde. In de groepsfase met Eintracht Frankfurt, Stettiner SC 1908 en Yorck Boyen Insterburg behaalde de club evenveel punten als Frankfurt, maar stootte ook deze keer door omdat ze een beter doelsaldo hadden. In de halve finale kwamen ze 2-0 voor tegen Hannover 96, maar gaven deze uit handen en verloren. In de wedstrijd om de derde plaats voor HSV van Fortuna Düsseldorf.
In 1938/39 werd de club voor de derde keer op rij kampioen en werd ook weer groepswinnaar in de eindronde. In de halve finale moest de club het afleggen van Admira Wien. Na de Anschluss werd Oostenrijk een deel van het Nazi-Duitsland en mochten de voetbalclubs ook deelnemen aan de eindronde. In de wedstrijd om de derde plaats verloor de club opnieuw, boosdoener van dienst was Dresdner. Door het uitbreken van de Tweede Wereldoorlog werd de Gauliga Nordmark in twee groepen opgesplitst. HSV werd groepswinnaar en speelde de finale om het ticket naar de eindronde tegen Eimsbütteler en verloor met zware 10-1 cijfers over twee wedstrijden. In de Tschammerpokal, de voorloper van de DFB-Pokal bereikte de club als eerste Hamburgse club de kwartfinale en werd daar met 2-6 verslagen door Waldhof Mannheim.
Het volgende seizoen werd HSV kampioen en won zelfs alle wedstrijden. In de eindronde werd de club in groep 2 ingedeeld, deze groep was in twee groepen van drie clubs onderverdeeld. HSV won de groep met SV Jena en Königsberg, maar verloor in de groepsfinale van Schalke 04.
In 1942 werd HSV tweede achter Eimsbütteler en na dit seizoen werd de Gauliga Nordmark opgeheven. Door de Tweede Wereldoorlog werden de competities nog meer regionaal ingedeeld en de Gauliga Nordmark werd vervangen door de Gauliga Hamburg en Gauliga Schleswig-Holstein. De volgende twee seizoenen werden Victoria en nieuwkomer Luftwaffen-SV Hamburg kampioen. In 1944/45 werd de club ongeslagen kampioen en scoorde meer dan 100 keer in achttien wedstrijden. De meeste Gauliga's werden voortijdig beëindigd. Dat jaar was er geen Duitse eindronde door het nakende einde van de oorlog.

### Oberliga
Na de oorlog werd de Gauliga afgeschaft. In het zuiden van Duitsland werd de Oberliga opgericht, maar in het noorden werd er twee jaar lang op regionaal niveau gespeeld. In de Hamburger Liga werd HSV ongeslagen kampioen. Een Noord-Duits kampioenschap werd na de eerste ronde door de Britse bezetters afgebroken. Een jaar later werd HSV vicekampioen achter St. Pauli. Er kwam nu ook een eindronde in het Britse bezettingsgebied, die door HSV gewonnen werd.
Vanaf 1947 ging de Oberliga Nord met twaalf clubs van start. HSV eindigde samen met St. Pauli op de eerste plaats en had een slechter doelsaldo. Er kwam een beslissende wedstrijd die HSV met 2-1 won. In het tweede en laatste Britse kampioenschap trof de club opnieuw stadsrivaal St. Pauli en won met 6-1. In de eindronde om de Duitse titel verloor de club van TuS Neuendorf. Ook het volgende seizoen werd HSV in de eerste ronde uitgeschakeld, deze keer door Mannheim met 5-0.
In 1949/50 won de club voor het eerst het kampioenschap met een voorsprong op St. Pauli. In de eindronde werd SC Union 06 Berlin met 7-0 van het veld gespeeld, maar ook nu was de kwartfinale het eindstation na een nederlaag tegen Kickers Offenbach. Dit seizoen werd het betalen van de spelers ook wettelijk. Het volgende seizoen scoorde de club 113 keer in de competitie, waarvan 40 goals van Herbert Wojtkowiak. De eindronde werd hervormd en er kwamen nu twee groepen van vier clubs. Twee jaar op rij zorgde een nederlaag tegen Nürnberg ervoor dat ze niet naar de finale gingen. In 1952/53 bood de club weinig tegenstand en kon enkel tegen Union 06 Berlin winnen.
Het volgende jaar verliep rampzalig. Door onenigheden binnen het elftal streed de club voor het eerst niet mee voor de titel. Omdat de club zwart geld betaalde aan een speler van Werder Bremen kregen ze ook nog eens vier strafpunten waardoor ze in de degradatiezone belandden. Zonder deze strafpunten waren ze op een gedeelde vijfde plaats geëindigd, maar nu stonden ze op de elfde plaats. Tegen Arminia Hannover verloor de club met 2-10, de zwaarste competitienederlaag in de geschiedenis van de club. De spelers Jupp Posipal en Fritz Laband werden met het nationaal elftal wereldkampioen in 1954. Het was het enige seizoen dat de club zich niet plaatste voor de eindronde van de Oberliga.
Na twee tweede plaatsen in de eindronde werd de club in 1956/57 groepswinnaar en plaatste zich zo voor de finale om de titel, die het met 4-1 van Borussia Dortmund verloor. Ook het volgende seizoen bereikte HSV de eindstrijd en moest het nu met 3-0 van Schalke afleggen. Twee jaar later werd de club wel landskampioen na een 3-2-overwinning tegen Köln. Hierdoor mocht de club voor het eerst Europa in. Nadat Young Boys en Burnley uitgeschakeld werden trof de club in de halve finale Barcelona. Na een 1-0 nederlaag in Barcelona, won de club thuis met 2-1. De regel dat uitdoelpunten dubbel tellen bestond toen nog niet en er waren ook geen penalty's om een wedstrijd te beslissen. Er kwam dus een derde wedstrijd op neutraal terrein die Barcelona met 1-0 won. De volgende drie seizoenen werd HSV telkens kampioen in de Oberliga, maar ging helemaal onderuit in de eindronde en werd twee keer derde en één keer laatste. In 1963 won de club wel voor de eerste keer de DFB-Pokal. De grote ster in deze periode was Uwe Seeler.

### Bundesliga
In 1963 was de club een van de 16 oprichters van de Bundesliga. Na de degradatie van Köln in 1998 was HSV de enige club die nog nooit gedegradeerd was.

#### Middenmoter
In het eerste seizoen mocht de club Europees spelen als bekerwinnaar en in de tweede ronde trof de club opnieuw Barcelona. HSV speelde in Spanje 4-4 gelijk en thuis met 0-0. In de derde wedstrijd trok de club deze keer aan het langste eind en stootte door naar de kwartfinale, waar ze door Olympique Lyon verslagen werden. In de competitie werd de club zesde. De club had nu veel meer concurrentie dan voorheen toen ze nog op regionaal niveau speelden. De volgende seizoenen eindigde de club dan ook in de middenmoot. Op de 22ste speeldag van seizoen 1965/66 won de club met 8-0 van Karlsruher SC, de grootste thuiszege voor de club ooit. Het volgende seizoen werd de club slechts veertiende, maar bereikte wel de finale van de DFB-Pokal, die met duidelijke 4-0 cijfers verloren werd van Bayern München. Bayern had het voorgaande seizoen de Europacup II gewonnen en hierdoor mocht HSV als bekerfinalist ook aantreden. Beide clubs stootten door tot de halve finale en een Duitse finale in Europa leek in de maak, maar terwijl HSV Cardiff City uitschakelde werd Bayern door AC Milan verslagen. In de finale verloor HSV met 2-0 van Milan. Helaas bleef succes in de competitie uit met een dertiende plaats. HSV werd wel geselecteerd voor de Jaarbeursstedenbeker en bereikte daar de kwartfinale tegen Göztepe Izmir, maar trok zich dan terug uit de competitie. Eind jaren zestig werd de club twee keer zesde. In 1973/74 verloor de club de bekerfinale van Eintracht Frankfurt en mocht ondanks een twaalfde plaats naar de UEFA Cup, waar ze de kwartfinale bereikten. Het volgende seizoen eindigde HSV voor het eerst in de top vier.

#### Glorieperiode

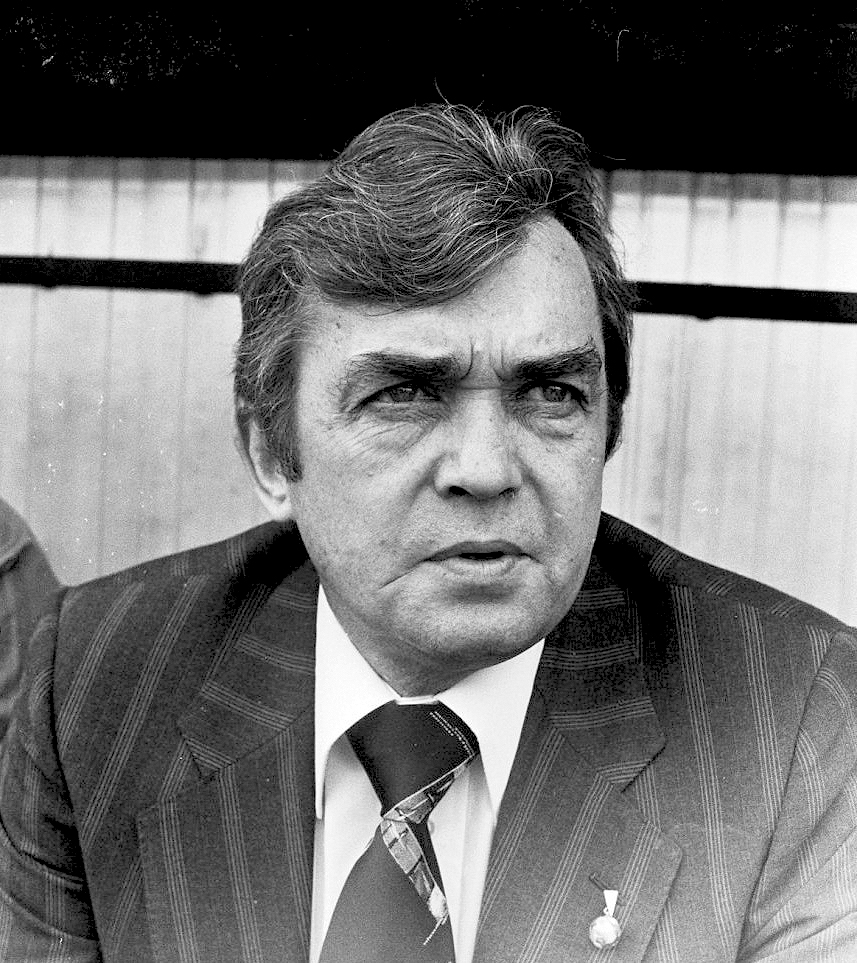
Succestrainer Ernst Happel

1975/76 was een eerste topjaar in de Bundesliga. In de UEFA Cup bereikte de club de halve finales, waar ze door Club Brugge uitgeschakeld werden en in de competitie werd HSV vicekampioen achter Borussia Mönchengladbach. De beker won de club met 2-0 van Kaiserslautern. In de daaropvolgende deelname aan de Europacup II won de club zijn eerste prijs in Europa. In de finale werd Anderlecht verslagen. Anderlecht nam een jaar later wraak door HSV al in de tweede ronde er uit te wippen. In de competitie werd de club dat jaar tiende.

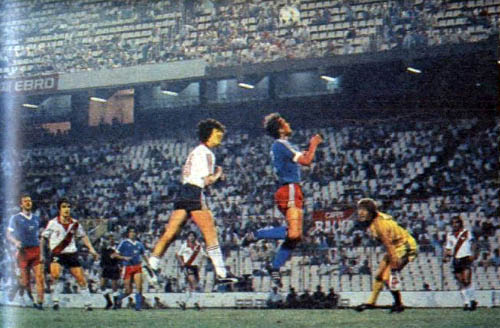
HSV tegen het Argentijnse River Plate, Trofeo Naranja in 1984

In 1978/79 werd de club, met 1 punt voorsprong op Stuttgart, voor het eerst sinds 1960 landskampioen. In de Europacup I leek de halve finale het eindstation te worden na een 2-0 nederlaag tegen Real Madrid, maar in de terugwedstrijd won HSV met 5-1 en plaatste zich voor de finale tegen Nottingham Forest, die verloren werd. De volgende twee jaar werd HSV vicekampioen achter Bayern München en bereikte twee jaar na de verloren finale tegen Nottingham de finale van de UEFA Cup. Het Zweedse Göteborg leek op papier een haalbare kaart, maar de club verloor beide wedstrijden in de finale. In de competitie werd wel een nieuwe landstitel behaald. Van 16 januari 1982 tot 29 januari 1983 bleef de club 36 Bundesligawedstrijden ongeslagen, een record dat tot op heden nog niet verbroken is. De club won voor de eerste keer de Europacup I, in een finale tegen Juventus onder trainer Ernst Happel. In de wereldbeker tegen de Zuid-Amerikaanse kampioen Grêmio en de Europese Supercup tegen Aberdeen moest de club echter het onderspit delven. De landstitel werd wel verlengd, al was het nipt door een beter doelsaldo dan Bremen. In de Europacup I werd de club oneervol door Dinamo Boekarest uitgeschakeld in de achtste finale. Sterspelers uit deze tijd waren onder andere Kevin Keegan en Franz Beckenbauer.
Het volgende seizoen was de strijd in de Bundesliga superspannend en na 34 speeldagen stonden Stuttgart, HSV en Mönchengladbach op de eerste plaats, maar Stuttgart won de titel omdat ze een beter doelsaldo hadden. Na twee seizoenen subtop werd de club in 1986/87 vicekampioen achter Bayern München en won de bekerfinale met 3-1 van de Stuttgarter Kickers, het was de laatste grote prijs tot op heden.

#### Jaren 90
Twee seizoenen later werd HSV vierde en bereikte de kwartfinale van de UEFA Cup, waar ze van Juventus verloren. Na een kwakkelseizoen werd de club nog vijfde in 1990/91, maar de seizoenen erna eindigde HSV in de middenmoot en kwam zelfs in financiële problemen. In 1995/96 werd de club opnieuw vijfde, maar de volgende seizoenen belandde de club weer in de middenmoot. Na een derde plaats in 1999/00 plaatste de club zich voor het eerst voor de groepsfase van de Champions League, maar overleefde daar de eerste ronde niet. De volgende twee seizoenen slaagde HSV er niet in om zelfs in de top 10 te eindigen. In 2002/03 werd de club vierde en werd Europees al in de eerste ronde van de UEFA Cup verslagen door Dnipro Dnipropetrovsk.

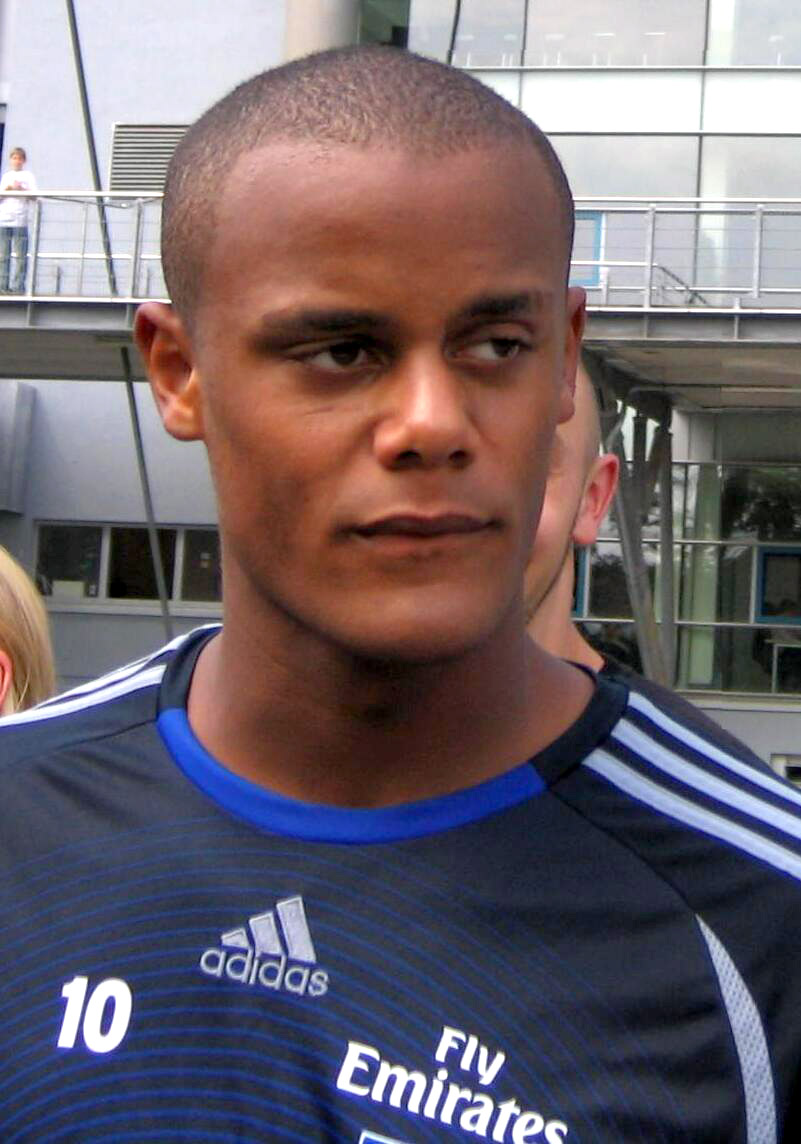
Kompany als speler van HSV, 2006

In 2005 kon HSV zich via de Intertoto Cup plaatsen voor de UEFA Cup en bereikte daar de achtste finale, waarin ze verloren van Rapid Boekarest. Na een derde plaats in de competitie kwalificeerde de club zich, na een voorronde tegen Kopenhagen, voor de groepsfase van de Champions League en verloor vijf van de zes wedstrijden, enkel van CSKA Moskou kon de club winnen.
Na een zevende plaats in 2006/07 plaatste de club zich opnieuw via de Intertoto Cup voor de UEFA Cup en werd in de achtste finale verslagen door landgenoot Bayer 04 Leverkusen. Na een vierde plaats in de Bundesliga had de club nog eens een goed Europees seizoen en schakelde onder meer Galatasaray en Manchester City uit en bereikte voor het eerst sinds 1983 de halve finale, waarin het net als het voorgaande seizoen door een landgenoot uitgeschakeld werd, deze keer door Werder Bremen.
In 2010 speelde HSV in de derde ronde van de UEFA Europa League tegen PSV. Thuis werd met 1-0 gewonnen, waarna het in Eindhoven een strijd werd om plaatsing. HSV verloor met 3-2, maar ging wel door op basis van meer uitdoelpunten. Later werd ten koste van Anderlecht en Standard Luik de halve finales bereikt. Na een 5-1 competitienederlaag op Hoffenheim werd Bruno Labbadia ontslagen als hoofdtrainer en vervangen door de Nederlander Ricardo Moniz.

#### Teloorgang

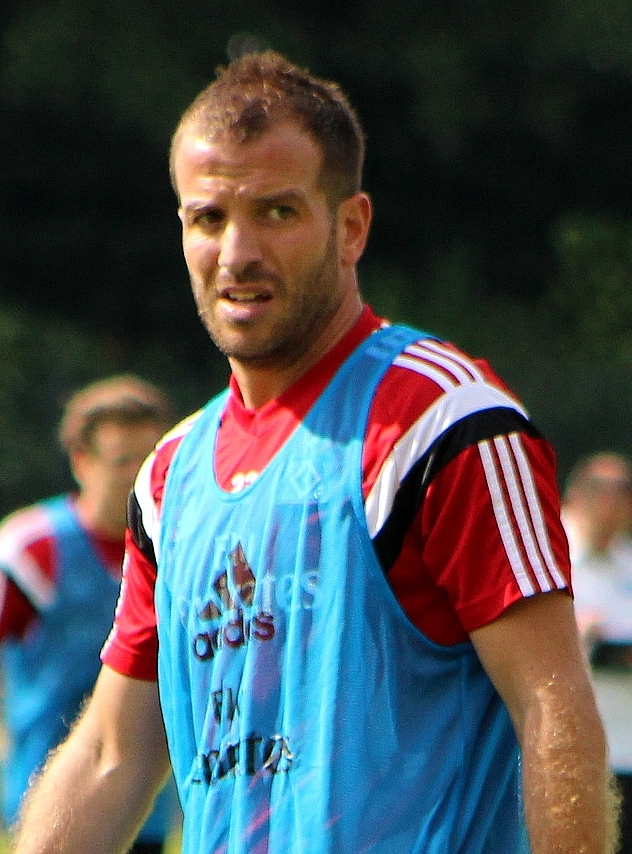
Van der Vaart tijdens een training, 2014

In het seizoen 2013/14 beleefde HSV een slecht seizoen. Bert van Marwijk was van 25 september 2013 tot 15 februari 2014 trainer van de club. Hij werd opgevolgd door Mirko Slomka. HSV wist zich via een promotie/degradatiewedstrijd te handhaven in de Bundesliga, al was dit de tot nog toe niptste degradatieserie in de geschiedenis van de Bundesliga: HSV speelde 0-0 en 1-1 tegen Greuther Fürth en bleef uiteindelijk in de eerste klasse door de uit-goalregel: één doelpunt in het stadion van de tegenstander volstond.
Ook in het seizoen 2014/15 speelde HSV, ondanks een investering van 33 miljoen euro in nieuwe spelers, een opvallend slecht seizoen. De ploeg versleet in totaal vier trainers: Mirko Slomka, Josef Zinnbauer, Peter Knäbel en Bruno Labbadia. Met slechts 23 doelpunten in 34 speelronden had HSV de slechtste aanval van alle ploegen in de Bundesliga. Net als het vorige seizoen eindigde HSV op de zestiende plaats en speelde de play-offs om promotie/degradatie tegen Karlsruher. Ook deze keer kon HSV maar nipt op het hoogste niveau blijven: thuis werd het 1-1, in Karlsruhe eindigde het duel in het voordeel (2-1) van de ploeg uit Noord-Duitsland. Hamburg kon in de laatste minuut van de reguliere speeltijd nog gelijkmaken, in de verlenging (115e minuut) redde de club zich voor het 53ste seizoen in de hoogste klasse.
In het seizoen 2017/18 vertoefde HSV al kort na de competitiestart in de onderste regionen, hoewel het de competitie begon met twee overwinningen. De slechte resultaten leidden begin maart 2018 tot ontslagen. Voorzitter Heribert Bruchhagen kreeg op 8 maart zijn congé. De ervaren bestuurder, onder meer jarenlang preses van Eintracht Frankfurt, had sinds december 2016 de leiding bij de club. Ook hij kon niet voorkomen dat HSV sportief steeds verder afgleed. Ook technisch directeur Jens Todt werd met onmiddellijke ingang uit zijn functie ontheven. Niet veel later kon ook trainer Bernd Hollerbach zijn spullen pakken. Hij werd ontslagen, twee dagen nadat de club uit Hamburg door Bayern München met 6-0 over de knie was gelegd. Op de laatste speeldag had de club zijn lot niet meer in eigen handen. Alleen als Wolfsburg verloor kon Hamburg, door zelf te winnen, de 16de plaats behalen, die recht geeft voor de barragewedstrijd. Hamburg won zijn wedstrijd met 2-1 tegen Borussia Mönchengladbach maar VfL Wolfsburg won zijn wedstrijd ook tegen Köln. Door dat resultaat degradeerde Hamburg, samen met Köln, uit de Bundesliga.

### 2. Bundesliga
In het stadion van HSV hing een unieke klok die bijhield hoe lang de club in de Bundesliga actief was. Na bijna 55 jaar degradeerde HSV voor het eerst. De klok stond op 12 mei 2018 op 54 jaar, 261 dagen en 19 uur. De club begon het seizoen 2018/19 met een schone lei: de club verkocht dure krachten als Walace, Luca Waldschmidt, André Hahn en Albin Ekdal samen voor 16 miljoen euro en haalde onder andere Léo Lacroix, Orel Mangala en Hwang Hee-chan op huurbasis. Hamburg begon het seizoen met een 0-3 nederlaag tegen Holstein Kiel, maar pakte vervolgens 12 uit 12, waardoor het zich al snel in de top drie nestelde. De club pakte onder trainer Hannes Wolf, die in oktober 2018 Christian Titz was komen vervangen, de herfsttitel in de 2. Bundesliga. Daarna pakte de club tussen speeldag 26 en 33 slechts 3 uit 24, waardoor het op het einde van de competitie slechts vierde eindigde. Hamburg had dat seizoen 26 van de 34 speeldagen op een plaats gestaan die recht gaf op rechtstreekse promotie of een promotie-/degradatieduel met de nummer 16 van de Bundesliga, en eindigde op slechts een punt van nummer drie Union Berlin.
Voor het seizoen 2019/20 stelde Hamburg Dieter Hecking aan als nieuwe trainer van de club. Hamburg pakte na een gelijkspel tegen Darmstadt op de openingsspeeldag opnieuw 12 op 12 in de daaropvolgende vier speeldagen. In het begin van het seizoen stond de club tweemaal enkele weken aan de leiding, maar de herfsttitel was dit seizoen voor Arminia Bielefeld. Hamburg leek echter te gaan promoveren, want de club bleef lang in de top drie staan. Na een erg wisselvallige reeks begon Hamburg echter steeds meer voorsprong te verliezen, waardoor het op de slotspeeldag afhankelijk was van het resultaat van Heidenheim om alsnog de derde plaats te veroveren. Heidenheim ging op 28 juni 2020 met 3-0 de boot in bij kampioen Arminia Bielefeld, waardoor Hamburg zijn lot weer in eigen handen had, maar HSV ging zelf met 1-5 de boot in tegen Sandhausen. Die Rothosen, die 30 van de 34 speeldagen in de top drie hadden gestaan, eindigden net als het seizoen daarvoor op slechts een punt van de derde plaats.
Voor het seizoen 2020/21 stelde HSV Daniel Thioune aan als nieuwe hoofdtrainer. De Hamburgers begonnen met een uitschakeling in de eerste ronde van de DFB-beker tegen het uit de tweede divisie gedegradeerde Dynamo Dresden en een 2-1 overwinning tegen het uit de Bundesliga gedegradeerde Fortuna Düsseldorf. De eerste vijf wedstrijden werden afgesloten met een overwinning, maar de volgende vijf seizoenswedstrijden werden afgesloten zonder overwinning. Tot het einde van de eerste seizoenshelft won HSV zes wedstrijden, één seizoenswedstrijd eindigde met een gelijkspel. Het resultaat was de "Herbstmeisterschaft". Gedurende de tweede seizoenshelft ging het opnieuw mis voor de Hamburgers. Lange tijd wisten ze hun top 3-notering vast te houden, maar ze eindigden uiteindelijk op plaats 4 op vier punten achterstand van de play-off plaats. Ook de trainerswissel van 3 mei kon geen verschil maken.
In aanloop naar het seizoen 2021/22 kondigde de club Tim Walter aan als opvolger van interim-hoofdtrainer Horst Hrubesch, die terugkeerde naar de jeugdopleiding.

#### 2024/25: Terugkeer naar de Bundesliga
Het vertrek van László Bénes naar 1. FC Union Berlin betekende voor het seizoen 2024/25 een gevoelig verlies voor Hamburger SV. De Slowaakse middenvelder was in het voorgaande seizoen goed voor 13 assists en 15 doelpunten in competitie- en bekerwedstrijden. Ter vervanging van Bénes werden onder andere de middenvelders Daniel Elfadli en Emir Sahiti aangetrokken. Ter versterking van de voorhoede kwam Davie Selke over van 1. FC Köln.
Mede door een blessure van Robert Glatzel, de clubtopscorer van het voorgaande seizoen, kende HSV een moeizame start van het seizoen. Deze slechte reeks kostte uiteindelijk de kop van trainer Steffen Baumgart die werd ontslagen door technisch directeur Stefan Kuntz. Zijn taken werden in eerste instantie tijdelijk overgenomen door zijn assistent Merlin Polzin die begin december begon met een 1-3 uitoverwinning bij Karlsruher SC. Na gelijke spelen tegen SV Darmstadt 98 (2-2) en SSV Ulm 1846 (1-1) werd na de 5-0 overwinning op Greuther Fürth bekend dat Polzin permanent werd aangesteld als hoofdcoach. Ondanks deze goede reeks kon Hamburger SV niet voorkomen dat het de slechtste start na 16 wedstrijden had sinds de degradatie uit de 2. Bundesliga, en men ging op de achtste plaats de winterstop in.
In april kende Hamburger SV een moeilijke periode. Er werd in eigen huis verloren van zowel Eintracht Braunschweig (2–4) als Karlsruher SC (1–2), en met moeite werd een 2–2 gelijkspel behaald in de uitwedstrijd tegen Schalke 04 in Gelsenkirchen. Doordat ook 1. FC Köln punten verspeelde, bleef de koppositie binnen bereik voor Hamburger SV. Tegelijkertijd nam de druk toe, aangezien het verschil met de achtervolgende ploegen kleiner werd. In voorgaande seizoenen was promotie ondanks een gunstige uitgangspositie namelijk vaker misgelopen. De ploeg herstelde zich op tijd met een 0–4 uitzege op SV Darmstadt 98 in de 32e speelronde. Een week later werd promotie definitief veiliggesteld dankzij een 6-1 thuisoverwinning op SSV Ulm 1846, waardoor Hamburger SV niet meer in te halen was door de nummer drie van de ranglijst. Men eindigde uiteindelijk op de tweede plaats waardoor men na 2.555 dagen terugkeerde in de Bundesliga. Met 22 doelpunten werd Davie Selke topscorer van de 2. Bundesliga.

## Erelijst
| Internationaal                 |     |                                                                                          |
| Europacup I                    | 1×  | 1983                                                                                     |
| Europacup II                   | 1×  | 1977                                                                                     |
| UEFA Intertoto Cup             | 2×  | 2005 (1 van 3), 2007 (1 van 11 en kampioen)                                              |
| Nationaal                      |     |                                                                                          |
| Duits landskampioenschap       | 7×  | 1922 (verzaakt), 1923, 1928, 1960, 1979, 1982, 1983                                      |
| DFB-Pokal                      | 3×  | 1963, 1976, 1987                                                                         |
| Duitse Supercup                | 1×  | 1973 (niet officiële wedstrijd)                                                          |
| Ligapokal                      | 2×  | 1973, 2003                                                                               |
| DFB Hallen Pokal               | 4×  | 1990, 1991, 1992, 1999                                                                   |
| DFB Hallen Pokal               | 1×  | 1987 (niet officieel toernooi)                                                           |
| Kampioen Britse bezettingszone | 2×  | 1947, 1948                                                                               |
| Kampioen Noord-Duitsland       | 10× | 1921, 1922, 1923, 1924, 1925, 1928, 1929, 1931, 1932, 1933                               |
| Gauliga Nordmark               | 4×  | 1937, 1938, 1939, 1941                                                                   |
| Oberliga Nord                  | 15× | 1948, 1949, 1950, 1951, 1952, 1953, 1955, 1956, 1957, 1958, 1959, 1960, 1961, 1962, 1963 |
| Noord-Duits bekerwinnaar       | 6×  | 1927, 1953, 1956, 1957, 1959, 1960                                                       |
| Kampioen Groot-Hamburg         | 9×  | 1924, 1926, 1927, 1928, 1930, 1931, 1932, 1945, 1946                                     |

## Eerste Elftal

### Selectie
| Nr.           | Naam                       | Sinds      | Contract   | Vorige club            |
| Doelmannen    | Doelmannen                 | Doelmannen | Doelmannen | Doelmannen             |
| ------------- | -------------------------- | ---------- | ---------- | ---------------------- |
| 1             | Daniel Heuer Fernandes     | 2019       | 2026       | SV Darmstadt 98        |
| 26            | Daniel Peretz              | 2025       | huur       | FC Bayern München      |
| 40            | Hannes Hermann             | 2024       | 2027       |                        |
| 41            | Fernando Dickes            | 2025       | 2028       | RB Leipzig             |
| Verdedigers   |                            |            |            |                        |
| 2             | William Mikelbrencis       | 2022       | 2026       | FC Metz                |
| 3             | Noah Katterbach            | 2024       | 2027       | 1. FC Köln             |
| 4             | Sebastian Schonlau         | 2021       | 2026       | SC Paderborn 07        |
| 13            | Guilherme Ramos            | 2023       | 2026       | Arminia Bielefeld      |
| 16            | Giorgi Gotsjoleisjvili     | 2025       | 2026       | Shakthar Donetsk       |
| 17            | Warmed Omari               | 2025       | 2026       | Stade Rennes           |
| 22            | Aboubaka Soumahoro         | 2025       | 2029       | Paris FC               |
| 25            | Jordan Torunarigha         | 2025       | 2028       | KAA Gent               |
| 28            | Miro Muheim                | 2022       | 2027       | FC St. Gallen          |
| 30            | Silvan Hefti               | 2024       | 2028       | Genoa CFC              |
| 39            | Joël Agyekum               | 2025       |            |                        |
| Middenvelders |                            |            |            |                        |
| 8             | Daniel Elfadli             | 2024       | 2028       | 1. FC Magdeburg        |
| 10            | Immanuel Pherai            | 2023       | 2027       | Eintracht Braunschweig |
| 21            | Nicolai Remberg            | 2025       | 2028       | Holstein Kiel          |
| 23            | Jonas Meffert              | 2021       | 2026       | Holstein Kiel          |
| 24            | Nicolás Capaldo            | 2025       | 2028       | Red Bull Salzburg      |
| Aanvallers    |                            |            |            |                        |
| 7             | Jean-Luc Dompé             | 2022       | 2027       | SV Zulte Waregem       |
| 9             | Robert Glatzel             | 2021       | 2027       | Cardiff City FC        |
| 11            | Ransford Königsdörffer     | 2022       | 2026       | Dynamo Dresden         |
| 14            | Rayan Philippe             | 2025       | 2029       | Eintracht Braunschweig |
| 15            | Yussuf Poulsen             | 2025       | 2027       | RB Leipzig             |
| 18            | Bakery Jatta               | 2016       | 2029       |                        |
| 29            | Emir Sahiti                | 2024       | 2027       | HNK Hajduk Split       |
| 38            | Alexander Røssing-Lelesiit | 2025       | 2029       | FK Bodø/Glimt          |
| 45            | Fabio Baldé                | 2024       | 2029       |                        |
| 49            | Otto Stange                | 2024       |            |                        |

Laatste update: 10 augustus 2025

### Staf
| Functie            | Naam          | Sinds | Contract | Vorige club   |
| ------------------ | ------------- | ----- | -------- | ------------- |
| Hoofdtrainer       | Merlin Polzin | 2024  | 2027     | VfL Osnabrück |
| Assistent-trainers | Loïc Favé     | 2024  | 2027     |               |
| Assistent-trainers | Richard Krohn | 2024  | 2027     |               |
| Keeperstrainer     | Sven Höh      | 2021  | 2028     | Turkije       |

Laatste update: 10 augustus 2025

## Overige elftallen

### Tweede elftal
Het tweede elftal van HSV komt uit in de Regionalliga Nord.

### Vrouwenvoetbal
In de jaren zeventig werd er reeds een vrouwenvoetbalafdeling binnen HSV opgericht. Het eerste vrouwenelftal van de club kwam tussen 2003 en 2012 uit in de Vrouwen Bundesliga. HSV besloot de ploeg terug te trekken uit de competitie vanwege financiële problemen binnen de club. Tegenwoordig spelen de vrouwen in een lagere afdeling van het Duitse vrouwenvoetbal.

## Overzichtslijsten
| Niveau | Aantal | Periode (1947–2026) |
| ------ | ------ | ------------------- |
| I      | 72     | 1947–2018, 2025–    |
| II     | 7      | 2018–2025           |

### Eindstanden sinds 1964
- 1964 6e
Bundesliga
- 1965 11e
Bundesliga
- 1966 9e
Bundesliga
- 1967 14e
Bundesliga
- 1968 12e
Bundesliga
- 1969 6e
Bundesliga
- 1970 6e
Bundesliga
- 1971 5e
Bundesliga
- 1972 10e
Bundesliga
- 1973 14e
Bundesliga
- 1974 13e
Bundesliga
- 1975 4e
Bundesliga
- 1976 2e
Bundesliga
- 1977 6e
Bundesliga
- 1978 10e
Bundesliga
- 1979 1e
Bundesliga
- 1980 2e
Bundesliga
- 1981 2e
Bundesliga
- 1982 1e
Bundesliga
- 1983 1e
Bundesliga
- 1984 2e
Bundesliga
- 1985 5e
Bundesliga
- 1986 7e
Bundesliga
- 1987 2e
Bundesliga
- 1988 6e
Bundesliga
- 1989 4e
Bundesliga
- 1990 11e
Bundesliga
- 1991 5e
Bundesliga
- 1992 12e
Bundesliga
- 1993 11e
Bundesliga
- 1994 12e
Bundesliga
- 1995 13e
Bundesliga
- 1996 5e
Bundesliga
- 1997 13e
Bundesliga
- 1998 9e
Bundesliga
- 1999 7e
Bundesliga
- 2000 3e
Bundesliga
- 2001 13e
Bundesliga
- 2002 11e
Bundesliga
- 2003 4e
Bundesliga
- 2004 8e
Bundesliga
- 2005 8e
Bundesliga
- 2006 3e
Bundesliga
- 2007 7e
Bundesliga
- 2008 4e
Bundesliga
- 2009 5e
Bundesliga
- 2010 7e
Bundesliga
- 2011 8e
Bundesliga
- 2012 15e
Bundesliga
- 2013 7e
Bundesliga
- 2014 16e
Bundesliga
- 2015 16e
Bundesliga
- 2016 10e
Bundesliga
- 2017 14e
Bundesliga
- 2018 17e
Bundesliga
- 2019 4e
2. Bundesliga
- 2020 4e
2. Bundesliga
- 2021 4e
2. Bundesliga
- 2022 3e
2. Bundesliga
- 2023 3e
2. Bundesliga
- 2024 4e
2. Bundesliga
- 2025 2e
2. Bundesliga

- Niveau 1
- Niveau 2

| Legenda niveautijdlijn | Legenda niveautijdlijn      | Legenda niveautijdlijn      | Legenda niveautijdlijn      | Legenda niveautijdlijn    | Legenda niveautijdlijn |
| Liga                   | Seizoen 1963/64 t/m 1973/74 | Seizoen 1974/75 t/m 1993/94 | Seizoen 1994/95 t/m 2007/08 | Seizoen 2008/09 tot heden | Opmerking              |
| ---------------------- | --------------------------- | --------------------------- | --------------------------- | ------------------------- | ---------------------- |
| Bundesliga             | Niveau I                    | Niveau I                    | Niveau I                    | Niveau I                  |                        |
| 2. Bundesliga          | --                          | Niveau II                   | Niveau II                   | Niveau II                 |                        |
| 3. Liga                | --                          | --                          | --                          | Niveau III                |                        |
| Regionalliga           | Niveau II                   | --                          | Niveau III                  | Niveau IV                 |                        |
| Oberliga               | --                          | Niveau III *                | Niveau IV                   | Niveau V                  | * vanaf 1978/79        |

### HSV in Europa
Hamburger SV speelt sinds 1960 in diverse Europese competities. Hieronder staan de competities en in welke seizoenen de club deelnam. De edities die Hamburger SV heeft gewonnen zijn dik gedrukt:
- Champions League (2x)

2000/01, 2006/07
- Europacup I (4x)

1960/61, 1979/80, 1982/83, 1983/84
- Europa League (1x)

2009/10
- UEFA Super Cup (2x)

1977, 1983
- Europacup II (5x)

1963/64, 1967/68, 1976/77, 1977/78, 1987/88
- UEFA Cup (15x)

1971/72, 1974/75, 1975/76, 1980/81, 1981/82, 1984/85, 1985/86, 1989/90, 1991/92, 1996/97, 2000/01, 2003/04, 2005/06, 2007/08, 2008/09
- Intertoto Cup (5x)

1997, 1999, 2004, 2005, 2007
- Jaarbeursstedenbeker (2x)

1968/69, 1970/71
Bijzonderheden Europese competities:
| Bijzonderheid                 | Datum      | Tegenstander | Uitslag | Plaats    | Naam           | Aantal |
| ----------------------------- | ---------- | ------------ | ------- | --------- | -------------- | ------ |
| Hoogste overwinning           | 23-10-1974 | FC Brașov    | 8–0     | Hamburg   |                |        |
| Hoogste nederlaag             | 06-12-1977 | Liverpool FC | 0–6     | Liverpool |                |        |
| Speler met meeste wedstrijden | 03-11-1987 |              |         |           | Manfred Kaltz  | 81     |
| Speler met meeste doelpunten  | 03-11-1982 |              |         |           | Horst Hrubesch | 21     |

### Meest gespeelde wedstrijden
| Nr. | Land      | Naam              | Positie      | Periode              | Aantal |
| --- | --------- | ----------------- | ------------ | -------------------- | ------ |
| 1.  | Duitsland | Manfred Kaltz     | Verdediger   | 1971–1989, 1990–1991 | 742    |
| 2.  | Duitsland | Uwe Seeler†       | Aanvaller    | 1953–1972            | 582    |
| 3.  | Duitsland | Horst Schnoor     | Doelman      | 1952-1969            | 495    |
| 4.  | Duitsland | Thomas von Heesen | Middenvelder | 1980–1994            | 443    |
| 5.  | Duitsland | Gert Dörfel       | Aanvaller    | 1958–1972            | 419    |

### Meeste doelpunten
| Nr. | Land      | Naam                | Periode   | Aantal |
| --- | --------- | ------------------- | --------- | ------ |
| 1.  | Duitsland | Uwe Seeler†         | 1953–1972 | 496    |
| 2.  | Duitsland | Herbert Wojtkowiak† | 1948-1956 | 156    |
| 3.  | Duitsland | Gert Dörfel         | 1958–1972 | 140    |
| 4.  | Duitsland | Klaus Stürmer†      | 1953-1961 | 135    |
| 5.  | Duitsland | Horst Hrubesch      | 1978–1983 | 134    |

stand: 20-05-2024

## Bekende (oud-)Rothosen

### Spelers
- Franz Beckenbauer
- Marcus Berg
- Jérôme Boateng
- Khalid Boulahrouz
- Daniel Van Buyten
- Hakan Çalhanoğlu
- Rick van Drongelen
- Eljero Elia
- Nico-Jan Hoogma
- Nigel de Jong
- Kevin Keegan
- Vincent Kompany
- Niko Kovač
- Felix Magath
- Joris Mathijsen
- Erik Meijer
- Ruud van Nistelrooij
- Ivica Olić
- Mladen Petrić
- Ludovit Reis
- Zé Roberto
- Uwe Seeler
- Piotr Trochowski
- Rafael van der Vaart

### Trainers
- Thomas Doll
- Thorsten Fink
- Markus Gisdol
- Ernst Happel
- Dieter Hecking
- Martin Jol
- Bruno Labbadia
- Felix Magath
- Bert van Marwijk
- Merlin Polzin
- Huub Stevens

## Overige sporten
Afgezien van voetbal heeft HSV vele andere sport en bewegingsafdelingen.
- Atletiek
- Badminton
- Basketbal
- Beachsoccer
- Boksen
- Bowlen
- Cricket
- Dansen
- Darten
- Diskgolf
- E-sport
- Futsal
- Gezondheidssport
- Golf
- Handbal
- Hockey
- Honkbal
- IJshockey
- IJs- en rolsport
- Ouder-Kind-Gymanastiek
- Paardensport
- Rolstoelsport
- Rugby
- Tafeltennis
- Tennis
- Triathlon
- Turnen
- Volleybal/Beachvolleybal
- Zwemmen